# Гейно Лійметц
Гейно Лійметц (з 1936 до 1945 року — Гейно Ліберт, з 1945 року — Гейно Йоханович Лійметц; нар. 22 січня 1928, село Кула, прихід Карула (нині Вана-Анстла) — пом. 30 квітня 1989, Таллінн) — радянський естонський вчений-педагог, психолог, логік, викладач, який займався в тому числі й науковими дослідженнями в галузі навчання «важких» дітей. За національністю виру.

## Походження та навчання
Гейно Ліберт народився в селі Кула в родині Йохана та Елли Лійметців, потім його родина переїхала до села Сару, де він вступив до початкової школи, а пізніше в Харлгу, де він навчався до 1942 року. Здобуття середньої освіти завершив у Валзі (іноді це місто вказується як його місце народження).
У 1947 році Гейно Лійметц вступив до Тартуського університету на психологічний факультет, а закінчив його в 1952 році. В 1953—1956 роках навчався в аспірантурі при цьому університеті і почав викладати в ньому з 1956 року. У 1960 році вступив до лав КПРС.

## Наукова діяльність
У 1963—1975 роках очолював кафедру педагогіки Тартуського університету, а в 1975 році перейшов на роботу до Таллінського університету, де працював до кінця життя. Тут же він з 1985 року очолював кафедру психології та педагогіки.
В 1950—1953 і 1959—1961 роках паралельно з навчанням або роботою в університеті працював психологом у школах. Гейно Лійметц активно займався громадською діяльністю: з 1975 по 1988 рік очолював Естонське товариство психологів СРСР, 1972 року очолив Естонський НДІ педагогіки на громадських засадах.
Також він входив до складу редакційної колегії журналу «Питання психології». У 1967 році він став членом Академії педагогічних наук СРСР, в 1982 році — почесним доктором Гельсінського університету, а в 1985 році — почесним доктором Тампереского університету. Помер у Таллінні, однак похований в Тарту.
У загальній складності Гейно Лійметц написав близько 390 робіт з педагогіки. Його наукові праці присвячені теорії дидактики, соціальної педагогіки, загальної теорії виховання і виховання «важких» дітей зокрема.
Розробив теорію так званої «інтегральної дидактики», обґрунтовану ним у його роботі 1982 року «Розвиток особистості школяра та інтегральна дидактична система». Суть його поглядів зводилася до того, що школа в тій чи іншій формі повинна контролювати більшу частину часу дітей, щоб надалі вони могли стати повноцінними членами суспільства. У своїх працях велику увагу приділяв «колективному вихованню».